# گاری (ترشی)

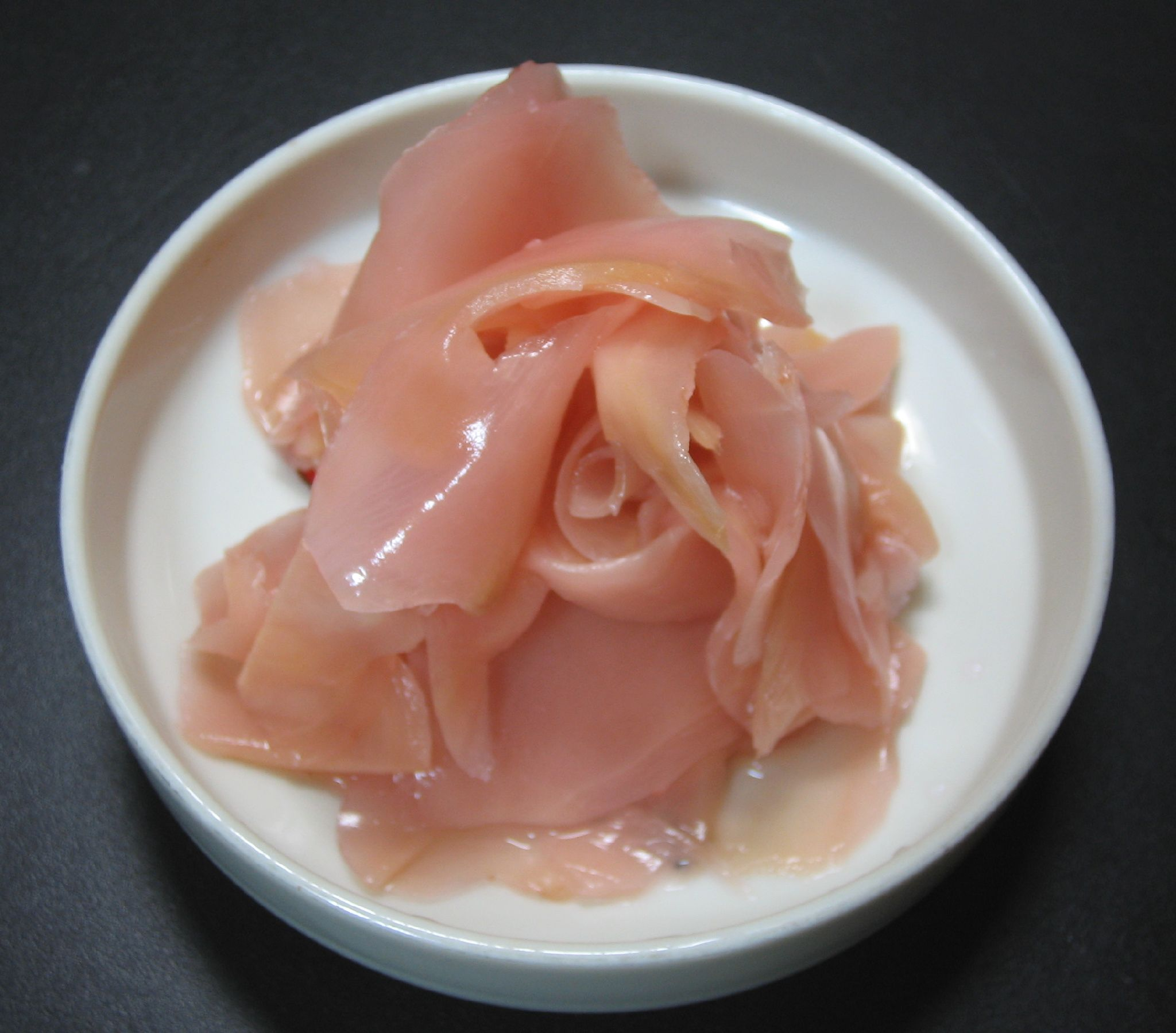
گاری

گاری (به ژاپنی: ガリ Gari) نام یکی از انواع تسوکه‌مونو (انواع ترشی‌ها و شورها) در آشپزی ژاپنی است. گاری از خوابانیدن زنجبیلی که برش نازک داده شده، در سرکهٔ شیرین شده به دست می‌آید. گاری معمولاً با سوشی  مصرف می‌شود و به‌طور بسته‌های آماده در بازار به فروش می‌رسد. گاری بوی ناپسند ماهی را از بین برده و همچنین در از بین بردن میکروب غذا و در نتیجه جلوگیری از مسمومیت غذایی نیز مؤثر است. در هنگام صرف با سوشی بهتر است ابتدا یک برش از آن را در سس سویا فرو برده و سپس آن را بر روی سوشی قرار داده و به همراه سوشی صرف کرد.   